# Кореновское городское поселение
Корено́вское городское поселение — муниципальное образование в составе Кореновского района Краснодарского края России.
В рамках административно-территориального устройства Краснодарского края ему соответствует город районного значения с 4 подчинёнными ему сельскими населёнными пунктами.
Административный центр — город Кореновск.

## Население
| 2010    | 2012    | 2013    | 2014    | 2015    | 2016    | 2017    |
| ------- | ------- | ------- | ------- | ------- | ------- | ------- |
| 42 985  | ↘42 835 | ↗42 869 | ↗43 136 | ↗43 651 | ↗43 686 | ↘43 624 |
| 2018    | 2019    | 2020    | 2021    | 2023    |         |         |
| ↗43 802 | ↗43 945 | ↗44 212 | ↘43 680 | ↘43 205 |         |         |

## Населённые пункты
В состав городского поселения входят 5 населённых пунктов:
| № | Населённый пункт | Тип населённого пункта | Население (чел.) |
| - | ---------------- | ---------------------- | ---------------- |
| 1 | Кореновск        | город                  | ↘40 944          |
| 2 | Малёванный       | хутор                  | ↘130             |
| 3 | Мирный           | посёлок                | ↘551             |
| 4 | Свободный        | хутор                  | ↘418             |
| 5 | Южный            | посёлок                | ↘720             |